# 베를린 본부 및 통신연대
제29통신연대, 옛 는 왕립통신대의 연대로, 1955년~1962년 동안 주키프러스 영국군, 1983년~1994년 동안 주베를린 영국군 본부 통신연대로서 종사하였다.

## 역사

### 키프러스 통신연대
키프러스 통신연대는 1955년 콧코 캠프에서 창설되었다. 키프로스 위기 EOKA에 대응하기 위해 배치된 주키프러스 영국군을 지원하기 위해 통신소를 두고 운영하였다. 1959년 9월에 서수를 부여받아 제29통신연대로 개명되었고,  제15(키프러스) 통신연대에 임무를 넘겨주고 1962년에 폐지되었다.
- G 병대, Lakitamia (재밍)
- 리마솔 통신소
- 데켈리아 통신소
- 파포스 통신소
- Platres 통신소

### 베를린 통신연대
제229통신전대를 기반으로 1983년에 제29(베를린)본부 및 통신연대를 재편성하였다. 1986년에 제229통신전대는 빌머스도르프의 자유를 수상하였다. 1988년에 연대는 주베를리 영국 육군 본부과 합쳐져 베를린 본부 및 통신연대로 개명되었다. 연대는 베를린에 주둔하면서 제4통신단과 함께 통신지원을 하였다. 냉전 시대가 끝맺을 때, 연대는 폐지되었다. 제229통신전대는 베를린의 스타디움 막사에 1994년까지 남았고, 크레필드의 브래드버리 막사에 본부를 둔 제7통신연대로 전속하였다.

## 계보
- 1955년, Cyprus Signal Regiment→키프러스 통신연대
- 1983년, 29 (Berlin) Headquarters and Signal Regiment→제29(베를린)본부 및 통신연대
- 1988년, Berlin Headquarters and Signal Regiment→베를린 본부 및 통신연대

## 참고
1. 1 2 3  Lord & Watson 2014, 76쪽
2. 1 2 3  Lord & Watson 2014, 94쪽

- Lord, Cliff; Watson, Graham (2014년 2월 24일). 《The Royal Corps of Signals: Unit Histories of the Corps (1920–2001) and its Antecedents》 (영어). Helion & Company Limited. ISBN 9781874622925.